# Близка екваторіальна орбіта
Близка екваторіальна орбіта — це орбіта, яка лежить близько до площини екватора орбітального об'єкта. Така орбіта має нахил близько 0°. На Землі такі орбіти лежать на небесному екваторі, великому колі уявної небесної сфери на одній площині з екватором Землі. Геостаціонарна орбіта — це особливий тип екваторіальної орбіти, яка є геосинхронною. Супутник на геостаціонарній орбіті здається спостерігачам на поверхні Землі нерухомим, і залишається завжди в одній точці неба.
Екваторіальні орбіти можуть бути вигідними з кількох причин. Для запуску людських технологій у космос гарними місцями для космодромів можуть бути об’єкти поблизу екватора, такі як Космічний центр Гвіани в Куру, Французька Гвіана, або стартовий центр Алькантара в Бразилії, оскільки вони забезпечують додаткову орбітальну швидкість ракети-носія завдяки надає швидкість обертання Землі 460 м/с, до космічного корабля при старті. Додаткова швидкість зменшує паливо, необхідне для запуску космічного корабля на орбіту. Оскільки Земля обертається на схід, тільки запуски на схід користуються перевагами цього підвищення швидкості. Насправді запуски на захід особливо складні з екватора через необхідність протидіяти додатковій швидкості обертання.
Екваторіальні орбіти пропонують інші переваги, такі як зв'язок: космічний корабель на екваторіальній орбіті проходить безпосередньо над екваторіальним космодромом під час кожного оберту, на відміну від змінної траєкторії на похилій орбіті.
Крім того, запуски безпосередньо на екваторіальну орбіту усувають необхідність дорогого коригування траєкторії запуску космічного корабля. Маневр для досягнення 5° нахилу орбіти Місяця з 28° північної широти мису Канаверал спочатку оцінювався, щоб зменшити вантажопідйомність ракети Сатурн V програми Аполлон на цілих 80%.

## Ненахилена орбіта
Ненахилена орбіта — це орбіта, копланарна площині відліку. Нахил орбіти становить 0° для проградних орбіт, і π (180°) для ретроградних. 
Якщо площиною відліку є екваторіальна площина масивного сфероїдного тіла, ці орбіти називаються екваторіальними, а непохилена орбіта є лише окремим випадком близькоекваторіальної орбіти.
Однак ненахилену орбіту не потрібно відносити лише до екваторіальної площини відліку. Якщо площиною відліку є площина екліптики, вони називаються екліптичною орбітою.
Оскільки на ненахилених орбітах відсутні вузли, висхідний вузол зазвичай лежить у напрямку відліку (зазвичай це точка весняного рівнодення), і, таким чином, довгота висхідного вузла приймається рівною нулю. Крім того, аргумент периапсис не визначений. 
Геостаціонарна орбіта є геосинхронним прикладом екваторіальної орбіти, непохилої орбіти, яка компланарна з екватором Землі.